# Бедье, Анри Конан
Эме́ Анри́ Кона́н Бедье́ (фр. Aimé Henri Konan Bédié; 5 мая 1934, Даукро, на востоке Кот-д'Ивуара — 1 августа 2023, Абиджан, Кот-д’Ивуар) — второй Президент Кот-д’Ивуара с 7 декабря 1993 по 24 декабря 1999 года.

## Биография
Родился в Даукро, Кот-д’Ивуар. После обучения во Франции он стал первым послом Кот-д’Ивуара в Соединённых Штатах и Канаде после обретения независимости в 1960 году, а с 1966 по 1977 год занимал должность министра экономики и финансов. Находясь на посту министра финансов, Бедье стал первым председателем совместного комитета по развитию МВФ и Всемирного банка, занимая этот пост с 1974 по 1976 год. Он был специальным советником Международной финансовой корпорации Всемирного банка с 1978 по 1980 год. В 1980 году Бедье был избран в Национальное собрание Кот-д’Ивуара, а затем в декабре 1980 года он был избран председателем Национального собрания. Он был переизбран председателем Национального собрания в 1985 и 1990 годах.
Как действующий председатель Национального собрания стал президентом после смерти Феликса Уфуэ-Буаньи, первого ивуарийского президента, наследником которого считался задолго до того. В 1995 году на президентских выборах был избран с 96,44 % голосов, практически все остальные кандидаты бойкотировали выборы. Был свергнут в результате военного переворота, организованного Робертом Геи 24 декабря 1999 года. Бедье участвовал в президентских выборах 2010 года, стал третьим с результатом около 25 % голосов, хотя первоначально он лидировал с результатом около 42 %. Позже он поддержал вышедшего во второй тур лидера оппозиции Алассана Уаттару, который в 1990-х годах был его политическим конкурентом.
На посту президента Бедье поощрял национальную стабильность, но был обвинён в политических репрессиях и разгуле коррупции. Был свергнут в результате военного переворота 24 декабря 1999 года, после того как он отклонил требования солдат, восставших 23 декабря. Одним из этих требований было освобождение членов партии «Объединение республиканцев» (ОР). Президентом стал отставной генерал Робер Геи. Бедье бежал на французскую военную базу, а 26 декабря на вертолёте покинул Кот-д’Ивуар и вместе с членами семьи отправился в Того. По прибытии в аэропорт Ломе его приветствовал президент Того Гнассингбе Эйадема.
В июне 2020 года Бедье объявил, что будет баллотироваться на октябрьских президентских выборах от имени Демократической партии Кот-д'Ивуара. Он занял третье место, набрав 1,68% голосов.
Скончался 1 августа 2023 года в частной больнице в Абиджане, Кот-д’Ивуар, на 90-м году жизни.